# Stanley Baldwin
Stanley Baldwin, 1r comte Baldwin of Bewdley, 1r vescomte Corvedale KG PC (3 d'agost de 1867 - 14 de desembre de 1947) va ser un polític Conservador britànic, home d'estat i una de les principals figures de l'escena política al període d'entreguerres. Serví en tres ocasions com a Primer Ministre del Regne Unit, la primera entre 1923-24, després entre 1924-29 i de nou entre 1935-37.

## Inicis
Va néixer a Lower Park House, Lower Park, Bewdley a Worcestershire, Anglaterra, fill d'Alfred Baldwin. Era cosí germà de l'escriptor i poeta Rudyard Kipling.
Va ser educat a Harrow School i al Trinity College, Cambridge. Després de rebre el seu títol en Història es dedicà al negoci familiar de metal·lúrgia, servint durant una breu temporada com a Tinent de segona als Voluntaris d'Artilleria de Malvern. El 12 de setembre de 1892 es casà amb Lucy Ridsdale.
Baldwin demostrà ser molt hàbil com a home de negocis, adquirint una reputació com a modern industrial. Heretà £200.000 i la direcció de la Great Western Railway després de la mort del seu pare el 1908.

## Inicis de la carrera política
A les eleccions generals de 1906, es presentà per la circumscripció de Kidderminster, però va perdre. El 1908 succeí al seu pare com a Membre del Parlament per Bewdley. Durant la Primera Guerra Mundial va ser el Secretari Privat Parlamentari del líder conservador Andrew Bonar Law, i el 1917 va ser nomenat pel càrrec de Secretari Financer del Tresor, on havia d'aconseguir donacions voluntàries dels rics per tal de fer front al deute de guerra del Regne Unit, escrivint notablement a The Times sota el pseudònim de FST (ell mateix donà una cinquena part de la seva fortuna). Serví juntament amb Sir Hardman Lever, que havia estat nomenat el 1916, però des de 1919 portà a terme els seus deures tot sol. Als Honors d'Aniversari de 1920 va ser nomenat membre del Consell Privat, i el 1921 entrà al Govern com a President del Comitè de Comerç.
A finals de 1922 creixia la desafecció al Partit Conservador per la seva coalició amb el Partit Liberal de David Lloyd George. Després d'una trobada dels parlamentaris conservadors al Carlton Club a l'octubre, Baldwin anuncià que no sostindria més temps la coalició i condemnà a Lloyd George per ser una força dinàmica que portava la destrucció entre els polítics. La reunió va concloure en abandonar la coalició, tot i els desigs contraris de la major part dels líders del partit. De resultes de tot això Bonar Law, el nou líder conservador, es veié forçat a trobar nous ministres i així promogué a Baldwin al càrrec de Canceller de l'Erari. A les eleccions generals de 1922, els Conservadors tornaren a adquirir la majoria parlamentària.

## Primer Ministre (1923-24)

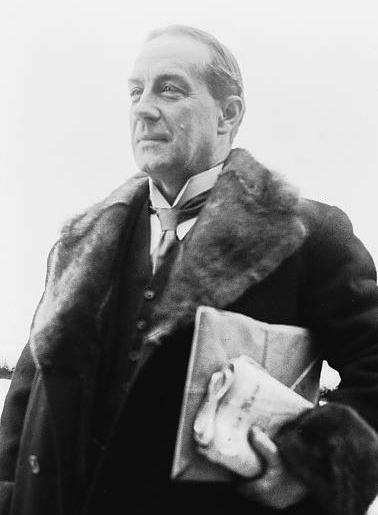
Baldwin, època desconeguda

Al maig de 1923 diagnosticaren un càncer terminal a Bonar Law, i aquest es retirà immediatament. Amb diverses de les principals figures conservadores fora del govern, quedaven només dos candidats per succeir-lo: Lord Curzon, Secretari d'Exteriors i Baldwin. L'elecció pròpiament estava en mans del Rei Jordi V, d'acord amb el consell dels ministres superiors i oficials de l'Estat. No estan clar els factors que es mostraren com a més crucials, però diversos polítics conservadors cregueren que Lord Curzon no podia exercir com a Primer Ministre en ser membre de la Cambra dels Lords (encara que això no va ser impediment perquè altres lords fossin considerats pel càrrec en ocasions posteriors). La manca d'experiència de Lord Curzon en els afers domèstics, el seu caràcter personal o el seu rerefons aristocràtic en un moment en què el Partit Conservador volia abandonar la seva imatge de patricis jugaren en contra de Lord Curzon.
El Rei es dirigí a Baldwin perquè fos el Primer Ministre. Baldwin també era el Canceller de l'Erari i, per tant, intentà nomenar un substitut. La primera elecció va ser l'anterior canceller liberal Reginald McKenna, però quan aquest es negà escollí a Neville Chamberlain.
Els conservadors ara tenien una majoria clara a la Cambra dels Comuns i podien governar durant cinc anys sense haver de convocar de nou eleccions, però Baldwin se sentia lligat a la decisió de Bonar Law que no introduiria noves tarifes sense convocar eleccions. Amb el país fent front a un atur creixent i davant de les importacions lliures, amb la baixada de preus i beneficis, Baldwin decidí convocar eleccions anticipades al desembre de 1923 per aconseguir un mandat en el qual pogués introduir tarifes proteccionistes per així enfrontar-se a l'atur, tot i que el proteccionisme no era gaire popular entre els conservadors. El resultat de les eleccions va quedar inconclus: els Conservadors aconseguiren 258 escons, els Laboristes 191 i uns Liberals reunificats 159. Si bé els Conservadors retenien una pluralitat a la Cambra dels Comuns, havien estat derrotats en el principal assumpte electoral, que eren les tarifes. Baldwin continuà com a Primer Ministre fins a la sessió inaugural del nou parlament el gener de 1924, en la que el govern va ser derrotat en una moció de confiança, dimitint immediatament.

## Cap de l'Oposició
Baldwin aconseguí seguir com a líder del partit malgrat les demandes per a la seva dimissió des d'alguns sectors del partit. Durant els deu mesos següents governà una minoria inestable laborista, amb Ramsay MacDonald com a Primer Ministre. El 13 de març de 1924 el govern laborista va ser derrotat per primera vegada als Comuns, encara que els Conservadors votessin amb els Laboristes i en contra dels Liberals. Baldwin cooperà amb MacDonald en assumptes de la política irlandesa per evitar que es convertís en un problema partidista.
El govern laborista estava negociant amb el govern soviètic el que s'anomenà els Tractats Russos: un tractat comercial amb privilegis i estatus diplomàtic per a la seva delegació de comerç; i un tractat que posaria els fonaments per a les demandes dels obligacionistes britànics prerevolucionaris i propietaris de propietats confiscades, després del qual el govern britànic garantiria un préstec a la Unió Soviètica. Baldwin decidí votar en contra del govern en el tema dels Tractats Russos, la qual cosa va fer caure al govern el 8 d'octubre.
Les eleccions generals celebrades a l'octubre de 1924 portaren una majoria de 223 escons al Partit Conservador, principalment a expenses d'uns Liberals en un declivi terminal. Baldwin va fer campanya sobre la impossibilitat de practicar el socialisme, el Cas Campbell, la Carta de Zinóviev (que Baldwin tenia per genuïna) i sobre els Tractats Russos.

## Primer Ministre (1924-1929)
El nou govern de Baldwin incloïa a diversos antics polítics associats a Lloyd George: els antics conservadors membres de la coalició Austen Chamberlain (com a Secretari d'Exteriors), Lord Birkenhead (Secretari per l'Índia) i Arthur Balfour (Lord President després de 1925); així com al Lliberal Winston Churchill com a Canceller de l'Erari. En aquest període va tenir lloc la Vaga General de 1926. Baldwin creà l'Organització pel Manteniment de Subministraments, un cos de voluntaris compost per gent que s'oposava a la vaga que es dedicà a les tasques essencials. A instàncies de Lord Weir, encapçalà un comitè per examinar el problema nacional de l'energia elèctrica. Les seves conclusions es publicaren el 14 de maig de 1925, amb la recomanació d'establir un Central Electricity Board, un monopoli estatal finançat a mitges entre el govern i per inversors locals. Baldwin acceptà les recomanacions de Weir i esdevingueren llei a finals de 1926, sent tot un èxit.
El 1925, John Keynes culpà a Churchill, llavors Canceller de l'Erari, del retorn al patró Or. El dany era culpa de la Retallada de Geddes de 1922, i l'atur estava estabilitzat en un 10% fins al 1929, quan la combinació del crac de Wall Street i les crítiques laboristes al Patró Or van fer augmentar l'atur fins al 20%.

## Cap de l'Oposició
El 1929 els Laboristes tornaren al Govern, sent el partit amb més representació als Comuns. Baldwin passà a ser el Cap de l'Oposició, mentre que alguns líders del Partit, com els barons de la premsa Lord Beaverbrook i Lord Rothermere, l'acusaven de gaudir del poder sense responsabilitats.

### Lord President del Consell
El 1931, Baldwin i els Conservadors entraren en coalició amb el Primer Ministre Laborista Ramsay MacDonald. Aquesta decisió porta al fet que el mateix MacDonald fos expulsat del seu propi partit i que, Baldwin, com a Lord President del Consell, esdevingués de facto Primer Ministre, especialment per la demència senil de MacDonald, fins que tornà a ser nomenat Primer Ministre el 1935. el seu govern assegurà amb gran dificultat l'Acta del Govern de l'Índia de 1935, davant l'oposició de Winston Churchill, les opinions del qual tingueren molta acceptació entre els conservadors.

### El desarmament
Baldwin no defensava el desarmament total, però creia que la cursa armamentística portava inevitablement a la guerra. Arribà a tal extrem que el 9 de novembre de 1932 arribà a afirmar que ha arribat el moment en què la Gran Bretanya pot procedir unilateralment al desarmament. El 10 de novembre de 1932 va dir que
| « | Crec que és bo per a l'home del carrer que pugui adonar-se que cap poder al món pot protegir-lo de ser bombardejat. L'única defensa és l'ofensiva, que vol dir que haurem de matar dones i nens més ràpidament que l'enemic si us voleu salvar vosaltres mateixos... Si la consciència dels joves algun cop s'ha de sentir, respecte a aquest instrument (el bombarder) que és malvat i anirà, s'ha de fer; però si no us sentiu així, doncs bé, el futur està en les vostres mans. Però quan vingui la propera guerra, i la civilització europea quedi anhiliada, com així serà, i per cap força més que per aquesta força, llavors no podran culpar als vells. Deixeu-los recordar, principalment, que ells i només ells són els responsables dels terrors que han caigut sobre la terra | » |

Aquest discurs és sovint usat contra Baldwin per demostrar la futilitat tant del rearmament com del desarmament, segons el crític.
El gener de 1933, amb l'inici de la segona part de la Conferència del Desarmament, Baldwin intentà veure a través de la seva esperança de desarmament aeri. Però alhora es mostrà alarmat per la manca de defenses britàniques davant els atacs aeris i el rearmament alemany. L'abril del 1933, el Govern acordà seguir amb la construcció de la base militar de Singapur. El 15 de setembre de 1933, el delegat alemany a la Conferència del Desarmament rebutjà tornar-hi i marxà cap a Alemanya a l'octubre. El 14 d'octubre, Alemanya abandonà la Societat de Nacions. El govern decidí el 23 d'octubre que la Gran Bretanya seguiria intentat cooperar amb altres estats, inclòs Alemanya, per aconseguir el desarmament internacional. Però entre mitjans de setembre de 1933 i inicis de 1934, Baldwin canvià les seves esperances d'aconseguir el desarmament per afavorir el rearmament, incloent-hi la paritat en avions. En aquesta època també rebutjà una invitació de Hitler per trobar-se, ja que creia que les visites a les capitals estrangeres eren feina del Secretari d'Exteriors. El 8 de març de 1934 defensà la creació de 4 nous esquadrons de la Royal Air Force, tot i les crítiques Laboristes
| « | Si tots els nostres esforços per a un acord fracassen, i no és possible obtenir aquesta equitat en els afers que he indicat, llavors qualsevol govern d'aquest país – un Govern Nacional més que qualsevol, i aquest govern – veuran que la potència aèria d'aquest país no ha de ser menor de la de qualsevol país que vulgui apropar-se a les nostres costes. | » |

El 29 de març de 1934, Alemanya publicà les seves estimacions de defensa, que mostraven un increment total d'un terç, i d'un 250% en la seva força aèria.
Una sèrie d'eleccions en la que els candidats contraris al govern van perdre per molta diferència a finals de 1933 i inicis de 1934 van fer creure a Baldwin que el públic britànic era profundament pacifista. Baldwin també rebutjà les opinions bel·ligerants de Churchill o de Robert Vansittart, ja que creia que els nazis eren gent racional que s'adonarien de la lògica de dissuasió mútua i equitativa.

## Primer Ministre (1935–1937)
Com que MacDonald anava perdent cada vegada més facultats físiques, s'intercanvià els càrrecs amb Baldwin al juny de 1935: Baldwin passava a ser el Primer Ministre, mentre que MacDonald era el Lord President del Consell. A l'octubre, Baldwin convocà eleccions generals. Neville Chamverlain aconsellà a Baldwin que fes una crida al país per un programa de defensa contra els Laboristes, perquè anunciar un programa de rearmament després de les eleccions seria més danyí perquè seria vist com que s'havia amagat al poble. Però Baldwin no va fer del rearmament l'eix central del seu programa. Va dir que donaria suport a la Societat de Nacions, modernitzaria les defenses britàniques i arreglaria les deficiències, però també afirmà que us dono la meva paraula de què no hi haurà grans armaments. Els eixos principals del programa eren l'habitatge, l'atur i les regions amb més depressió econòmica. Dels 430 escons en joc, 386 anaren als Conservadors i 154 als Laboristes.

### El Rearmament
El 31 de juliol de 1934, el Gabinet aprovà un informe per expandir la Royal Air Force amb la creació de 40 esquadrons nous en els 5 anys vinents. El 26 de novembre, només sis dies després d'assabentar-se que la Luftwaffe alemanya seria tan gran com la RAF en només un any, el Govern decidí accelerar el rearmament aeri reduint el termini de 4 anys a només dos. El 28 de novembre, Churchill proposà una esmena a l'agraïment al Discurs del Rei que deia: la fortalesa de les nostres defenses nacionals, i especialment les nostres defenses aèries, no és adequat per gaire temps. La seva moció va ser coneguda 8 dies abans que es presentés i una reunió extraordinària del govern decidí com enfrontar-se a aquesta moció, que dominà dues reunions més del govern. Churchill afirmà que Alemanya s'estava rearmant; demanà que s'havien de doblar o fins i tot triplicar els diners destinats a l'armament aeri per tal de detenir un atac; i que la Luftwaffe s'estava apropant cada cop més a l'equitat amb la RAF. Baldwin va respondre negant que la Luftwaffe s'apropés a les xifres de la RAF, afirmant que ni tan sols estaven a la meitat. Afegí que, a finals de 1935, la RAF seguiria mantenint un marge de prop del 50% a Europa. Després que Baldwin afirmés que el govern assegurés que la RAF tindria paritat amb la futura Luftwaffe, Churchill retirà la seva esmena. El 1945, el Secretari de l'Aire informà que encara que la potència britànica a l'aire superaria l'alemanya durant almenys 3 anys, el rearmament aeri havia de ser incrementat, i el Govern aprovà la creació de 39 esquadrons més per a la defensa local el 1937. Però el 8 de maig de 1935, el Govern sentí que s'estimava que la RAF tenia uns 370 avions menys que la Luftwaffe, i que per assolir la paritat real la RAF havia de tenir 3.800 avions a l'abril de 1937 (1.400 més del que estava previst segons el programa vigent). A més, descobriren que Alemanya podia i superar de nou el programa britànic El 21 de maig, el Govern acordà expandir la força de defensa local de la RAF a 1.512 avions (840 bombarders i 420 caces). El 22 de maig confessà als Comuns: "Estava equivocat en les meves estimacions del futur. Estava completament equivocat".
El 25 de febrer de 1936, el Govern aprovà un informe per expandir la Royal Navy i reequipar a l'Exèrcit Britànic (però no expandir-lo), juntament amb la creació de fàbriques fantasmes construïdes amb diners públics i gestionades per empreses industrials. Aquestes empreses entraren en funcionament el 1937. Al febrer de 1937 els Caps de l'Estat Major informaren que al maig de 1937 la Luftwaffe tindria 800 bombarders, davant els 48 de la RAF.
Al debat dels Comuns del 12 de novembre de 1936, Churchill atacà el rearmament del govern per ser decidit només per ser indecís, resolt a per ser irresolut, inexorable per a la deriva, sòlid per a la fluïdesa, totpoderós per la impotència. Així que seguim com fins ara, preparant més mesos i anys – preciosos, potser vitals per a la grandesa de la Gran Bretanya – pel menjar de les cigales. Baldwin replicà que:
| « | Anteriorment vaig posar davant tota la Cambra les meves opinions amb una total franquesa. Des de 1933, jo i els meus amics hem estat molt preocupats pel que ha succeït a Europa. Se'n recordaran que en aquells moments la Conferència de Desarmament estava situada a Ginebra. Se'n recordaran que en aquells moments hi havia probablement un sentiment pacifista corrent pel país més fort que mai des de la Guerra. Estic parlant de 1933 i 1934. Se'n recordaran de les eleccions a Fulham a la tardor de 1933... aquell era el sentiment del país al 1933. La meva posició com a líder d'un gran partit no era pas còmoda. Em vaig preguntar llavors quines oportunitats hi havia... en el proper any o en els dos següents canviarà tant aquest sentiment perquè el país donés un mandat pel rearmament? Suposant que jo hagués anat al país i li hagués dit que Alemanya s'estava rearmant i que ens havíem de rearmar, hom hagués pensat que aquesta democràcia pacífica s'hagués recuperat d'aquest crit en aquell moment! No puc pensar en res que hagués comportat la pèrdua de les eleccions des del meu punt de vista més cert... Vam aconseguir del país – amb una gran majoria – un mandat per fer una gran cosa que ningú, dotze mesos abans, hagués cregut possible. | » |

Churchill va escriure a un amic: Mai no he sentit una confessió tan esquàlida d'un home públic com la que Baldwin ens va oferir ahir. El 1935, Baldwin va escriure una carta a J. C. C. Davidson parlant de Churchill: Si ha d'haver-hi una guerra – i ningú no pot dir que no serà així – l'hem de mantenir fresc perquè sigui el nostre Primer Ministre de Guerra. Thomas Dugdale també afirmava que Baldwin li va dir que Si hem de tenir una guerra, en Winston ha de ser el Primer Ministre. Si hi està ara (al govern) llavors no podrem lluitar aquesta guerra com una nació unida. El Secretari General del Trades Union Congress, Walter Citrine rememorà el 5 d'abril de 1943 una conversa que va tenir amb Baldwin: Baldwin creia que la seva recuperació política (de Churchill) era meravellosa. Personalment, sempre havia cregut que si arribava una guerra, en Winston seria l'home perfecte per fer la feina.
El Partit Laborista s'oposà enèrgicament al programa de rearmament. Clement Attlee afirmà el 21 de desembre de 1933: Pel nostre costat, estem totalment oposats a qualsevol mena de rearmament. El 8 de març de 1934, després què Baldwin defensés les Estimacions Aèries, Attlee afirmà que estem a favor del desarmament total. El 30 de juliol de 1934, els Laboristes presentaren una moció de censura contra el govern pels seus plans d'expansió de la RAF. Attlee digué que: Neguem la necessitat d'incrementar les armes aèries... i rebutgem totalment la demanda de paritat. Sir Stafford Cripps també afirmà en aquesta ocasió que era una fal·làcia que la Gran Bretanya aconseguís seguretat mitjançant l'increment de l'armament aeri. El 22 de maig de 1935, el l'endemà que Hitler afirmés que el rearmament alemany no significava cap amenaça per la pau, Attlee afirmà que el discurs de Hitler oferia una oportunitat per aturar la cursa d'armaments. Attlee també denuncià el Paper Blanc de Defensa de 1937 no crec que el Govern pugui obtenir la seguretat a través d'aquests armaments.

### L'abdicació d'Eduard VIII
L'ascens al tron del Rei Eduard VIII i la posterior crisi de l'abdicació van ser la darrera gran prova de Baldwin al capdavant del Govern. El nou monarca era un exponent ardent de la causa de l'entendiment anglo-alemany, i tenia una gran intenció de mantenir el seu dret d'intervenir en els afers d'estat, però els principals temors del Govern eren d'indiscreció. El Rei proposà matrimoni a Wallis Simpson, una divorciada nord-americana, de qui Baldwin creia que podria tolerar com una "meuca respectable", sempre que s'estigués darrere del tron, però no com a "Reina Wally". També va decebre al govern per les seves simpaties proalemanyes, i es creia que estava en un contacte proper amb els cercles monàrquics alemanys.
Entre octubre i novembre de 1936, Baldwin s'uní a la família reial per intentar dissuadir el rei del matrimoni, argumentant que la idea de tenir una dona divorciada com a reina podria ser rebutjada pel govern i el país, i que la "veu del poble ha de ser escoltada". Com que la imatge pública del rei podia veure's greument compromesa, el primer ministre li donà temps per reconsiderar el matrimoni.
Les notícies de l'afer van arribar als diaris el 2 de desembre. El suport al Rei es concentrà sobretot a Londres. Els reialistes romàntics Churchill, Mosley i els barons de la premsa Lord Beaverbrook del Daily Express i Lord Rothermere del Daily Mail, declararen que el rei tenia el dret de casar-se amb qui volgués. La crisi assumí una dimensió política quan Beaverbrook i Churchill intentaren aconseguir suport pel matrimoni al Parlament; però el partit del rei només aconseguí reunir 40 membres del Parlament, i l'opinió pública se situà del costat de Baldwin i el govern. El líder dels Laboristes, Clement Attlee va dir-li a Baldwin que els si bé els Laboristes no posarien cap objecció que una nord-americana esdevingués Reina, (ell) no aprovaria a la Sra. Simpson per aquella posició, especialment a la Commonwealth. L'arquebisbe de Canterbury, Cosmo Lang, sostenia que el Rei, com a cap de l'Església d'Anglaterra, no hauria de casar-se amb una divorciada; mentre que The Times argumentava que el prestigi de la monarquia es malmetria si s'havia de permetre que les inclinacions privades prevalguessin amb el deure públic quan entressin en conflicte.
Mentre que alguns crítics han afirmat que "Baldwin rebutjà la petició raonable de temps per reflexiona, preferint mantenir la pressió sobre el Rei, i suggerint-li un cop i un altre que la seva pròpia agenda havia de forçar la crisi" i que "mai no mencionà que l'alternativa (al casament) era l'abdicació", la Cambra dels Comuns es mostrà immediatament contrària. Els Laboristes i els Liberals, la Trades Union Congress i els dominis d'Austràlia i el Canadà s'uniren al govern en el rebuig del compromís del rei, fet originalment el 16 de novembre, per ser un casament morganàtic. La crisi amenaçà la unitat de l'Imperi, ja que la relació personal del Rei amb els Dominis era el seu únic enllaç constitucional.
Baldwin encara tenia esperances que el rei preferiria el tron a la Sra. Simpson. Si el rei hagués actuat en contra dels desigs del Govern hagués precipitat una crisi constitucional, i Baldwin hauria hagut de dimitir i cap altre líder del partit hagués servit com a Primer Ministre del Rei. Els Laboristes, pel seu costat, ja havien fet notar que no formarien un ministeri per beneir la impropietat. Baldwin va dir al govern que un parlamentari laborista li havia preguntat si haurien de tenir una monarquia feixista. Quan el govern rebutjà el matrimoni morganàtic, Eduard es decidí a abdicar.
El 4 de desembre, el Rei demanà dirigir-se a la Nació per ràdio, però va ser rebutjat pel Primer Ministre. Però en la seva darrera audiència amb Eduard, el 7 de desembre, Baldwin oferí esforçar-se tota la nit amb la consciència del Rei, però el trobà massa decidit a marxar. El rei abdicà l'11 de desembre, sent succeït pel seu germà, Jordi VI. L'exrei, nomenat Duc de Windsor pel seu germà, es casà amb Wallis Simpson a França el 1937.
Baldwin havia superat una crisi política convertint-la en una qüestió constitucional. La seva resolució discreta va tenir l'aprovació general i li retornà popularitat, i li van ser lloats el seu tacte i la seva paciència.

## Darrers anys
Baldwin es retirà després de la coronació del Rei Jordi VI, sent elevat al rang de Comte Baldwin de Bewdley. Dimití l'endemà, 28 de maig de 1937, sent nomenat cavaller de la Lligacama. "Ningú", anotà Harold Nicolson, "ha abandonat sent tan estimat".
Baldwin recolzà els Acords de Múnic i el 26 de setembre de 1938 digué a Chamberlain que: "si pot assegurar la pau, serà maleït per molts impulsius, però li dono la meva paraula que serà beneït a tot Europa i durant les futures generacions." Baldwin va pronunciar un discurs estrany a la Cambra dels Lords el 4 d'octubre on va dir que no havia pogut anar a Múnic però demanà coratge a Chamberlain i afirmà que la responsabilitat d'un Primer Ministre no era enviar al país a la guerra fins que no estava segur que estava preparat per lluitar. Si hi havia un 95% de possibilitats de guerra al futur, encara havien de seguir escollint la pau. També afirmà que posaria la indústria en peu de guerra quan l'oposició a aquest moviment hagués desaparegut. Churchill afirmà en un discurs que Diu que es mobilitzaria demà. Crec que ens hagués anat millor si el Comte Baldwin hagués dit això quan tots li demanaven un Ministeri de Subministraments. Dues setmanes després de Múnic, Baldwin digué en una conversa amb Lord Hinchingbrooke: No podríem fer que Hitler s'inclinés cap a l'est? Napoleó es destruí contra els russos. Hitler hauria de fer el mateix.
Els anys de retir de Baldwin van ser tranquils. A la mort de Chamberlain, Baldwin va ser vist com una de les figures de la política d'apaivagament i es convertí en una figura impopular durant i després de la Segona Guerra Mundial. Després que els britànics patissin una sèrie de derrotes militars el 1940, Baldwin començà a rebre cartes crítiques: insidiós per començar, llavors, cada cop més violent i abusiu; llavors, els diaris, i finalment, els polemistes que, amb temps i agudesa a la seva disposició, podien debatre al seu plaer com fer més mal. No tenia un secretari i, per tant, no tenia un escut per protegir-se de les cartes desagradables que rebia cada vegada més freqüentment.
El setembre del 1941, el vell enemic de Baldwin Lord Beaverbrook demanà a totes les autoritats locals que lliuressin totes les vies ferroviàries i portes que poguessin fer-se servir per a l'esforç de guerra. Els propietaris d'aquests materials podien demanar no fer-ho per mèrits artístics o històrics, i seria decidit per les autoritats locals. Baldwin demanà que les portes de ferro de la seva casa de camp quedessin exentes per motius artístics i el consell local envià un arquitecte per assessorar-los. Al desembre, l'arquitecte aconsella que podia ser així, però, al febrer de 1942, el Ministeri de Subministraments digué que totes les portes havien de fer-se servir, excepte les de les entrades principals.
Durant tota la guerra, Winston Churchill el consultà només en una ocasió quan, al febrer de 1943, parla amb ell abans de pronunciar un dur discurs contra la contínua neutralitat d'Irlanda de Éamon de Valera. Baldwin va veure l'esborrany del consell de Churchill i li aconsellà en contra, consell que Churchill seguí.
Al desembre de 1944, aconsellat pels seus amics, Baldwin decidí respondre a les crítiques mitjançant un biògraf. Li ho demanà a G.M. Young, que acceptà, i demanà permís a Churchill que atorgués permís a Young per veure documents del govern. Baldwin va escriure:
| « | Sóc la darrera persona que es queixarà d'una crítica justa; però quan apareix un llibre darrera l'altre sóc comparat, per exemple, amb Laval, em fa bullir la sang; però estic paralitzat i no puc anar a examinar els arxius de l'oficina del Govern. Pot G.M. Young anar en nom meu? | » |

Al juny de 1945, l'esposa de Baldwin va morir. El mateix Baldwin patia d'artritis i necessitava un bastó per caminar. Quan a l'octubre de 1947 va fer la seva darrera aparició pública a Londres en ocasió de descobrir una estàtua del Rei Jordi V, un grup de gent el va reconèixer i el va aplaudir, però en aquells moments ja sordejava i va preguntar: Que m'escridassen?. Va morir a Astley Hall, prop de Stourport-on-Severn, Worcestershire, el 14 de desembre de 1947. Va ser incinerat i les seves cendres van ser enterrades a la catedral de Worcester.

## Llegat
Baldwin va ser essencialment un Conservador del grup One Nation. Fins al seu retir el 1937 va ser rebut amb gran estimació; però a l'albada de la Segona Guerra Mundial la seva imatge pública va empitjorar. Per bé o mal, Baldwin, juntament amb Chamberlain i MacDonald, va ser senyalat com responsable que el Regne Unit no hagués estat preparat per a la guerra el 1939.
Churchill creia fermament que la política conciliadora de Baldwin cap a Hitler donà al dictador alemany la impressió que la Gran Bretanya no atacaria si atacava. La magnanimitat de Churchill cap als seus adversaris polítics com Chamberlain és coneguda, però en canvi no s'estalvià retrets cap a Baldwin. No desitjo cap malaltia a Stanley Baldwin, afirmà Churchill quan es negà a felicitar-lo pel seu 80è aniversari el 1947, però hagués estat molt millor que mai no hagués viscut. Churchill també creia que Baldwin i no pas Chamberlain qui seria culpat per les generacions futures per portar a terme polítiques que portaren a la guerra més innecessària de la història. En el seu discurs per la mort de Baldwin, Churchill li atorgà un tribut respectuós: Va ser el polític més formidable que mai m'he trobat.
Els seus defensors afirmen que el moderat Baldwin veia que no podria iniciar un programa de rearmament agressiu sense un consens nacional sobre l'assumpte. De fet, el pacifisme era el principal punt de vista polític en aquella època a la Gran Bretanya, a França i als Estats Units.